# Aldea del Cano
Aldea del Cano es un municipio y localidad española de la provincia de Cáceres, en la comunidad autónoma de Extremadura. El término municipal tiene una población de 600 habitantes (INE 2024). La localidad se encuentra en la carretera N-630.

## Símbolos

Escudo de Aldea del Cano.

El escudo del municipio fue aprobado mediante la "Orden de 15 de noviembre de 2004, por la que se aprueba el Escudo Heráldico y la Bandera Municipal, para el Ayuntamiento de Aldea del Cano", publicada en el Diario Oficial de Extremadura el 4 de diciembre de 2004 luego de haber sido aprobado el escudo por el ayuntamiento el 25 de marzo de 2004 y haber emitido informe el Consejo Asesor de Honores y Distinciones de la Junta de Extremadura el 9 de noviembre de 2004. El escudo se define oficialmente así:

Escudo de azur. Torre-campanario, de oro, mazonada de sable, aclarada de gules. Resaltada de un tuero de su color. Ambos terrazados de sinople. Bordura componada de seis compones, tres de Castilla y tres de León. Al timbre, corona real de España.

## Geografía
Integrado en la comarca de Cáceres, se sitúa a 23 km de la capital cacereña. El término municipal está atravesado por la autovía Ruta de la Plata (A-66)) y por la carretera nacional N-630, entre los pK 575 y 577, además de por carreteras locales que conectan con Torremocha y la estación de ferrocarril.
El relieve del municipio es predominantemente llano, algo más elevado hacia el norte y hacia el este por la presencia al suroeste del río Ayuela, que marca el límite municipal con Cáceres. Al sur se encuentra el embalse de Aldea del Cano, que represa las aguas de un arroyo antes de desembocar en el río Ayuela. La altitud oscila entre los 460 m al norte (Encina Centinela) y los 360 m al oeste, a orillas del río. El pueblo se alza a 391 m sobre el nivel del mar.
| Noroeste: Cáceres | Norte: Cáceres            | Nordeste: Sierra de Fuentes (exclave)                        |
| Oeste: Cáceres    |                           | Este: Sierra de Fuentes (exclave), Torreorgaz y Torrequemada |
| Suroeste: Cáceres | Sur: Casas de Don Antonio | Sureste: Casas de Don Antonio                                |

## Historia
El asentamiento de población humana en el lugar de Aldea del Cano se remonta a la época prehistórica (3000 a. C.) como pone de manifiesto el dolmen que se construyó en sus cercanías, a 1,5 km en dirección norte, hoy en mal estado. Muy próximo a este dolmen se encuentra el lugar donde podemos encontrar un santuario rupestre, lo que volvería a indicar presencia humana en las cercanías del pueblos. Se encuentra situado en la antigua calzada romana llamada Vía de la Plata, conservándose actualmente parte del antiguo trazado con sus miliarios originales y restos de las antiguas piedras.
En dirección sur, a 2 km, se encuentra la ermita de Santiago de Bencáliz (Ibn Khalid), construida sobre las ruinas de lo que fue una mansión romana del siglo I, próxima a la Vía de la Plata, conocida como Ad Sorore. Desde allí partía la vía romana Mérida-Zaragoza, pasando por Toledo, según un informe de Roso de Luna dirigido a la Real Academia de la Historia.
Sobre estos restos se edificó la atalaya árabe de Aven Calez (Ibn Khalid), de la cual todavía se conservan sus cimientos y que junto con la actual torre de la iglesia de Aldea del Cano, la torre de Garabato y la de la Cervera, constituían un sistema defensivo asegurado con el castillo de Montánchez.
A poca distancia de estas ruinas  encontramos más de cuarenta tumbas antropomorfas excavadas en roca de época visigoda.
Aldea del Cano puede presumir de ser una aldea antigua. El nombre del pueblo se cita por primera vez en el acta fundacional del Mayorazgo de Blasco Muñoz, fechada el 18 de julio de 1320. En dicha acta se relacionan sus bienes y se puede leer "e casas y corrales que yo he en el aldea del cano", actual nombre del pueblo.
En 1594 formaba parte de la Tierra de Cáceres en la Provincia de Trujillo. En el siglo XVI se construyó su iglesia bajo la advocación de San Martín de Tours, patrono del pueblo. Su fiesta se celebra el día 11 de noviembre.
En el siglo XVIII disponía de un hospital para recoger mendigos y transeúntes, hoy desaparecido, aunque hay constancia de su existencia entre los vecinos de mayor edad.

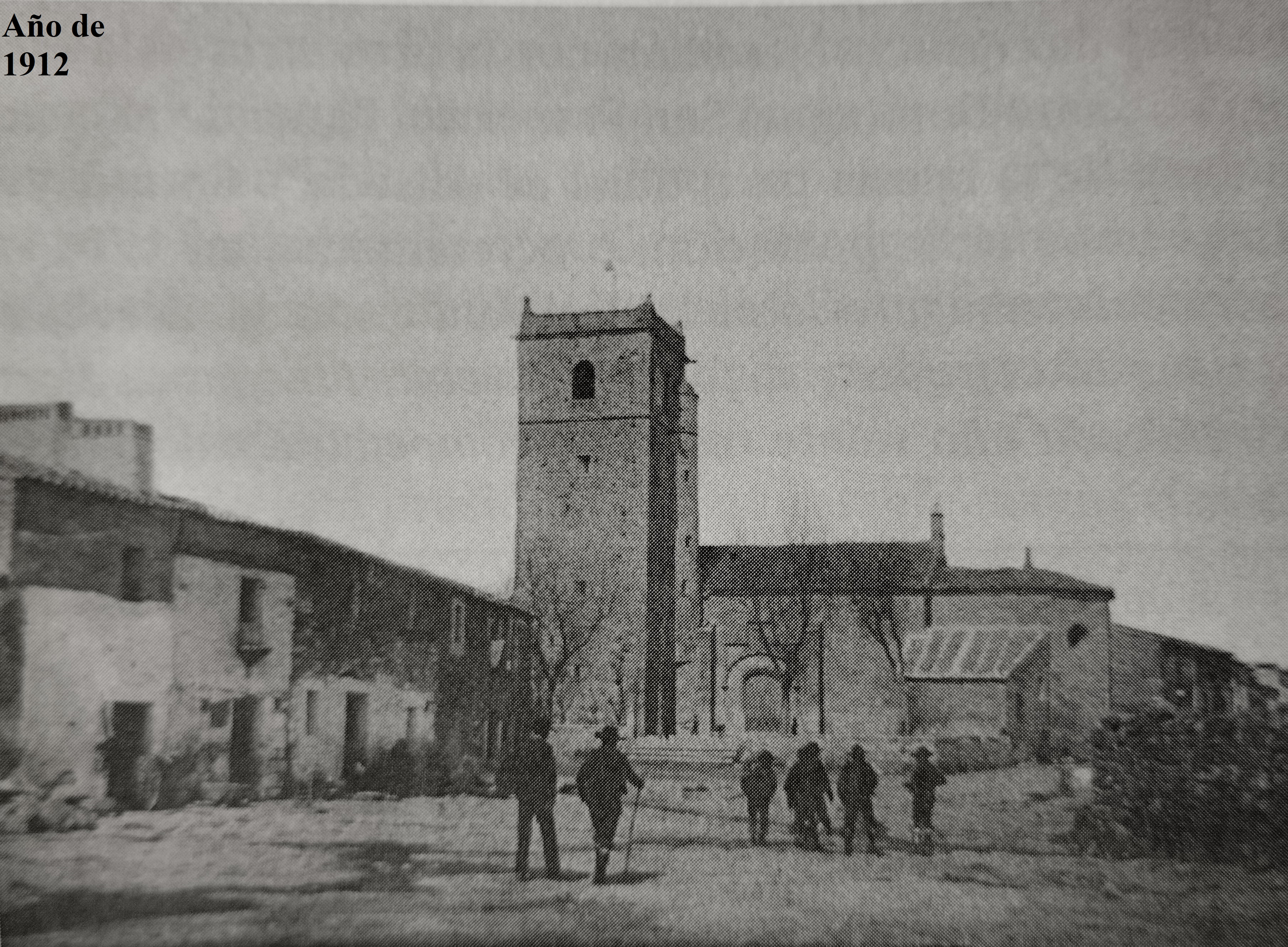
Aldea del Cano hacia 1912

| Nombre del Censo                            | Año  | Vecinos/habitantes | Reinado     |
| De Pechero                                  | 1528 | 61 / 240           | Carlos I    |
|                                             |      |                    |             |
| De Millones                                 | 1591 | / 300              | Felipe II   |
|                                             |      |                    |             |
| De la Sal                                   | 1631 | 90 / 360           | Felipe IV   |
|                                             |      |                    |             |
| Marqués de Campoflorido                     | 1712 | 80 / 320           | Felipe V    |
|                                             |      |                    |             |
| Marqués de la Ensenada                      | 1752 | 174 / 696          | Fernando VI |
|                                             | 1768 |                    |             |
| De Floridablanca                            | 1787 | / 872              | Carlos III  |
|                                             |      |                    |             |
| Visitas de la Real Audiencia De Extremadura | 1790 | 240 / 960          | Carlos IV   |
|                                             |      |                    |             |
| De Pascual Madoz                            | 1845 | 220 / 1205         | Isabel II   |

A 8 km en dirección a Cáceres, se encuentran los Castillos de las Arguijuelas, construidos como casas fuertes entre los siglos XV y XVI, así como la casa fuerte de la Cervera.
A la caída del Antiguo Régimen la localidad se constituyó en municipio constitucional en la región de Extremadura, partido judicial de Cáceres, que en el censo de 1842 contaba con 220 hogares y 1205 vecinos.

## Demografía
Aldea del Cano cuenta con una población de 600 habitantes (INE 2024).
| Gráfica de evolución demográfica de Aldea del Cano entre 1842 y 2021                                                |
| |
| Población de derecho según los censos de población del INE Población de hecho según los censos de población del INE |

## Administración y política
El Ayuntamiento está situado en la plaza del pueblo. La corporación municipal está formada por siete miembros. El alcalde es Miguel Salazar Leo, del PSOE, su primer teniente de alcalde es María Soledad Corrales Gaspar y su segundo teniente de alcalde Francisco Jesús Gil Molano, del PSOE. Como resultado de las elecciones municipales de 2023 la corporación municipal estaba formada por 4 concejales del PSOE y 3 de Juntos. Desde las primeras elecciones democráticas los alcaldes del municipio han sido los siguientes: 
1979-1983: Pedro González Pacheco de UCD
1983-2000: Francisco Sánchez Salazar de PSOE
2000-2015: Antonia Cordero Pacheco de PSOE
2015-Actual: Miguel Salazar Leo de PSOE. 
Algunos de los tenientes de alcalde han sido: Antonio Román, Juan Ángel Polo, Narciso Palacios Román, Luis Arjona Solís, Pablo Agustín Hisado Román, Isidoro Hisado Polo y María Soledad Corrales Gaspar

## Transporte

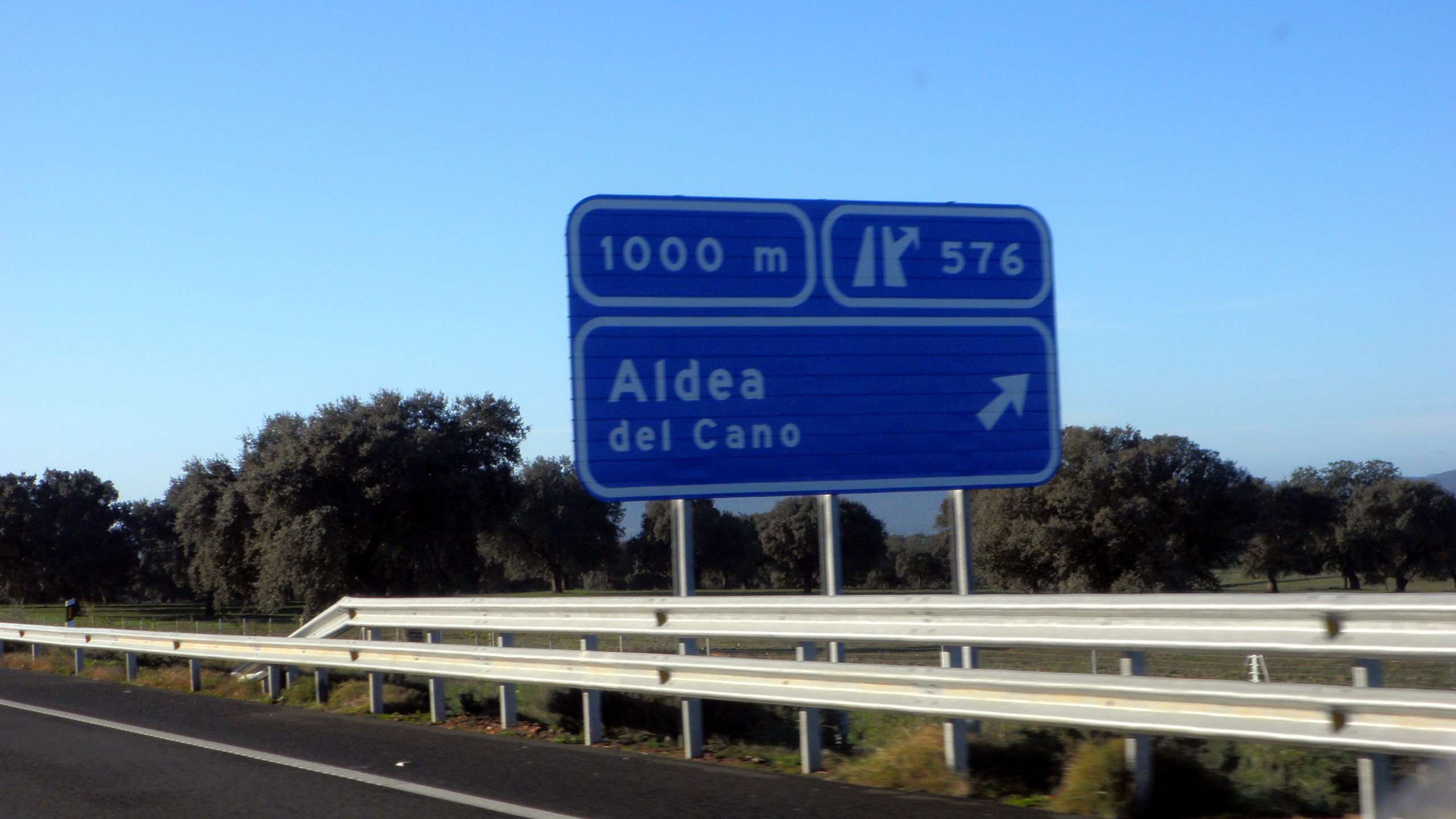
Salida a Aldea del Cano en la A-66

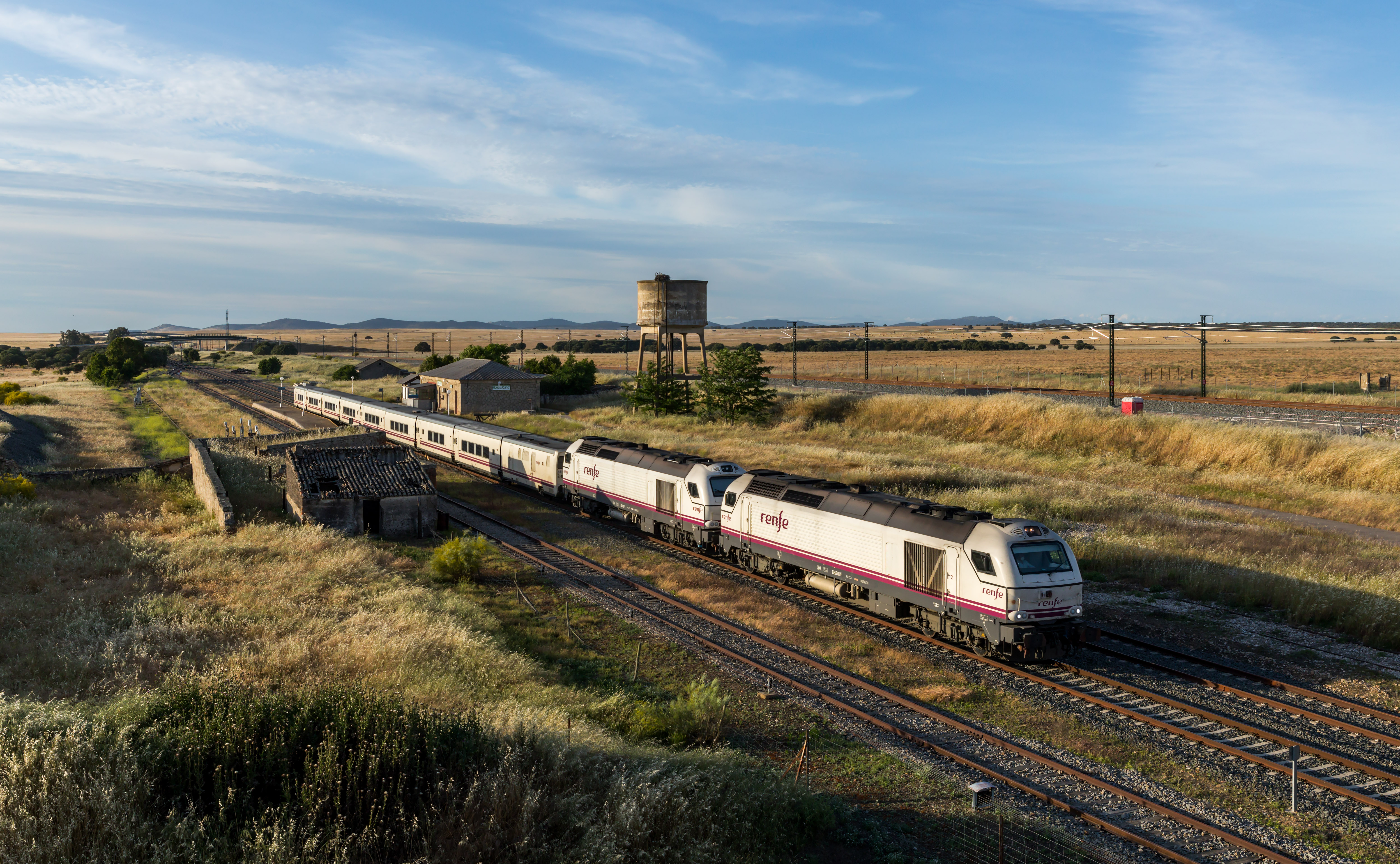
Estación de Aldea del Cano

Aldea del Cano está bien comunicado por carretera, en Extremadura, pues por el municipio pasan la N-630 y la A-66.
Aunque circula la línea férrea convencional Cáceres-Aljucén, cabe destacar que la estación de Aldea del Cano no tiene servicio convencional ya que dispone de un servicio electrónico para dar el paso a los trenes.

## Patrimonio

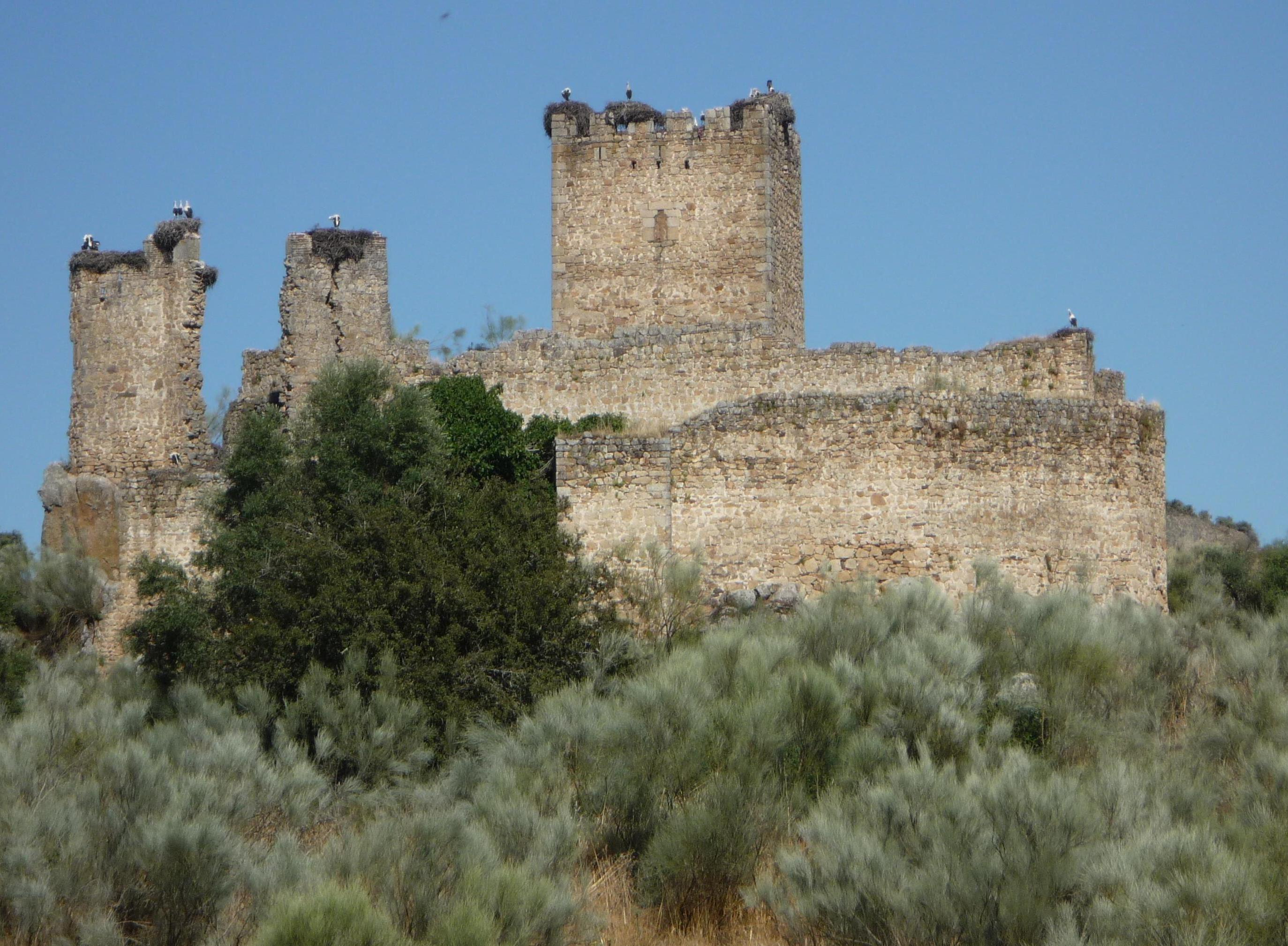
Castillo de Mayoralgo

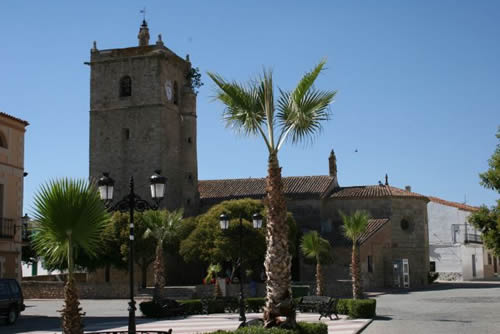
Torre e iglesia de Aldea del Cano

- Iglesia parroquial católica de San Martín.
- Ermita de la Virgen de los Remedios.
- Castillo de Mayoralgo
- Convento de Angelita Llorens
- Casa del cura
- Antiguo cuartel de la Guardia Civil
- Ayuntamiento
- Vía de la Plata

## Educación
Cuenta con un colegio, el CEIP San Martín.

## Medios de comunicación
Desde Aldea del Cano emiten dos emisoras de radio de Radio Nacional de España: RNE 1 en el 774 AM y RNE 5 en el 1107.

## Cultura

### Museos
Cuenta con dos museos:
- Museo municipal de Oficios y Tradiciones "El Tuero"

Este museo tiene los oficios antiguos que dieron forma a la vida cotidiana de generaciones pasadas, con exposiciones detallada de una variedad de profesiones tradicionales, como la carpintería, la herrería, la costura, la zapatería, el colegio, entre otras. Con estos objetos, el museo permite conocer de cerca las herramientas y técnicas utilizadas en el pasado.
- Museo histórico de Uniformes de la Guardia Civil y Cuerpos Policiales "Emilio Mariño"

Este museo tiene una completa exposición de la evolución del vestuario y los distintivos que han caracterizado a las fuerzas de seguridad a lo largo de la historia desde los primeros días de la Guardia Civil hasta los cuerpos policiales contemporáneos. 

### Tradiciones

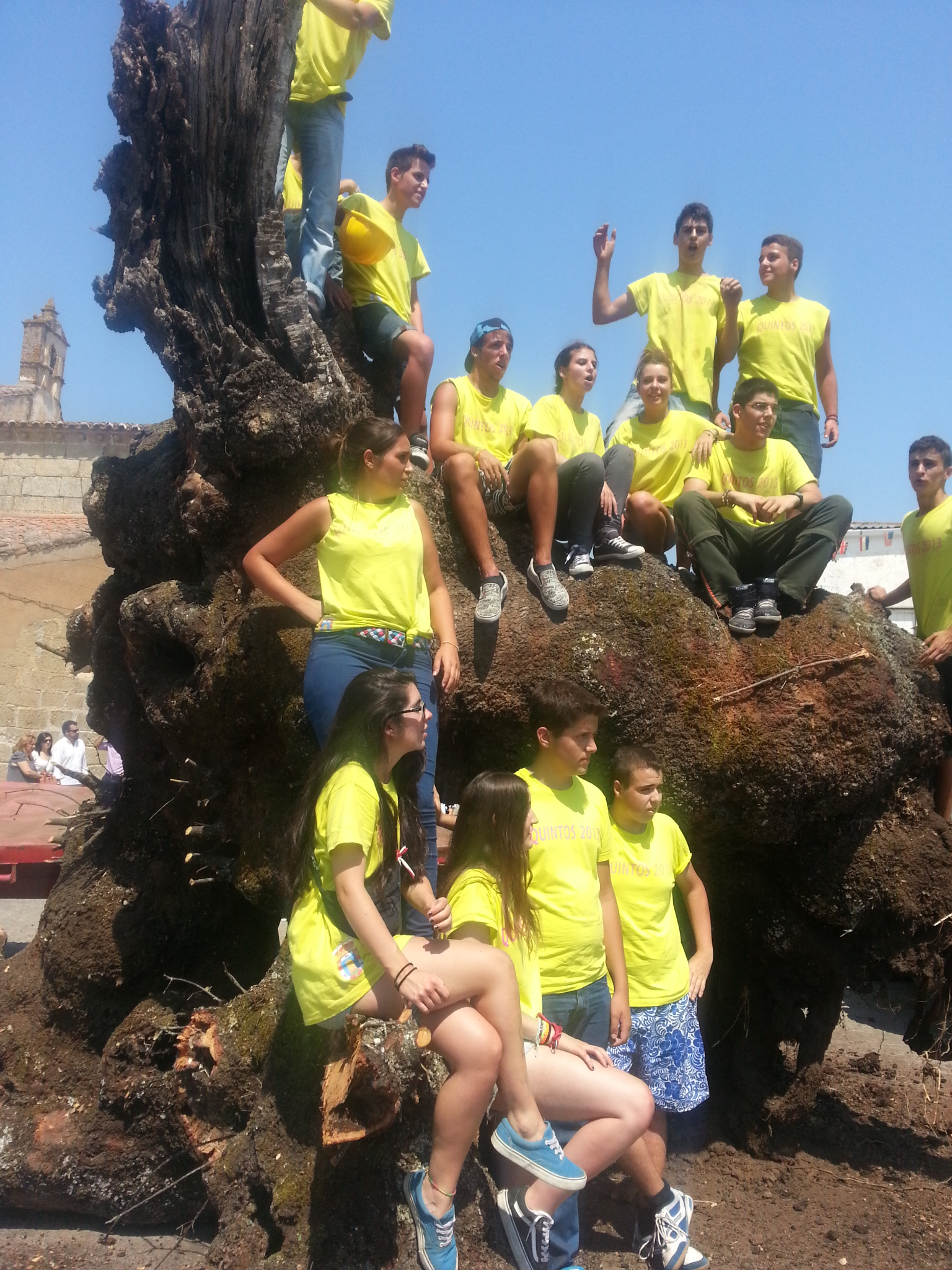
Tuero: tronco seco de un árbol y Quintos de 2013.

- "El Tuero": los quintos de Aldea del Cano se esfuerzan por quemar el tuero más espectacular. La Nochebuena recibe como tributo en Aldea del Cano las llamas del tronco seco más grande que los quintos de la localidad hayan conseguido, con el propósito de mejorar el ritual del año anterior.

En el libro Extremadura en el siglo XVIII.
(según la Visitas giradas por la Real Audiencia en 1790), Aldea del Cano,
se recoge lo siguiente:
```
“sus diversiones más comunes son el baile y el juego; 
pero en la Nochebuena suelen traer los mozos un madero al pueblo que se siguen quimera y alguna desgracia”.
```

Tenemos aquí escrito la primera fecha en la que nos deja constancia de quemar una encina en la plaza del pueblo cuando llegaba la Nochebuena y, según este visitador, se hace una fiesta alrededor del Tuero que también comenta podría acabar en alguna desgracia, podían ser peleas entre los vecinos.
Antonio Reyes Huertas, en su novela La sangre de la raza, publicado en 1919, describe como celebraban los pastores la Nochebuena:
Dijo la Antonia- ¡Ay!, señorito ¡Me daba una pena que se acostara usted en noche como esta! ¿Porque hayle que ver lo que la celebran los pastores! Ca majá es esta noche una serenata alreor de la lumbre. Y asina pué usté dir a la Misa del Gallo. Veile: ¿no oye usté el azurrum de las zambombas? Han de venir tóos los pastores de las otras majás, pa dir juntos a la misa, como en tiempos de la nuestra ama.
Por lo tanto la quema del Tuero es una celebración pastoril de la Nochebuena desde 1870, alrededor de una lumbre para cantar villancicos y beber aguardiente, que en Aldea del Cano hemos mantenido hasta el presente año.
En el siglo XVIII creció la población en las tierras de Cáceres, con lo que la demanda de productos agrícolas se incrementó notablemente y tuvo que aumentar el área cultivada con la recuperación de las dehesas de ganado para la siembra de cereal.
La primera legitimación a gran escala de los rompimientos de tierras la proporciono la Bula que el 30 de Julio de 1749 promulgo Benedicto XIV concediendo a la monarquía española “los diezmos, primicias y novales proveniente del cultivo de los montes, bosques, tierras de maleza y jarales así en cuanto al aumento de productos, frutos y cosechas que de ellos provinieren después de aquellos se hubieren reducidos a cultivo y pastos”. (Archivo Diocesano de Coria-Cáceres)
Con estos rompimientos se descuajan los montes y se limpian de encinas aquellas áreas que van a ser cultivadas.
Podemos encontrar aquí el origen de arrancar una encina, en vez de cortar su leña, trabajo más sencillo este último y que podría valer para el fin que se busca.
Posiblemente alguna de aquellas encinas con sus raíces y sus ramas que se quemó en la plaza de Aldea del Cano y aquellas gentes que lo hicieron posible allá por el año 1870 sean los iniciadores de una costumbre que ininterrumpidamente ha llegado hasta nuestros días.
- Quintos.
- Rosca del Calvario.
- "El Ramo".

Pagar el piso

### Festividades
- Romería Popular.
- Fiestas en honor a la Virgen de los Remedios
- Fiestas en honor a San Martín.

## Deporte
En el pueblo hay siete rutas cicloturistas. También cuenta con unas pistas de pádel.